# Ehsan Hajsafi
Ehsan Hajsafi (perzijski: احسان حاجصفی‎‎) (Kašan, Iran, 25. veljače 1990.) je iranski nogometaš i nacionalni reprezentativac koji trenutačno igra za iranski Sepahan.
Poznat je kao višenamjenski igrač jer može igrati na više pozicija, od lijevog beka i krila pa do defenzivnog veznog. Web stranica Goal.com ga je 2009. godine proglasila najvećom azijskom mladom nadom.

## Karijera

### Klupska karijera
Ehsan je nogomet počeo igrati u juniorskoj momčadi Zob-Ahana da bi se nakon šest godina pridružio mladoj momčadi Sepahana. U seniore ga je prebacio hrvatski stručnjak Luka Bonačić koji je tada vodio klub.  S klubom je 2007. godine igrao finale azijske Lige prvaka u kojem je bolja bila japanska Urawa Red Diamonds.
U 2010. i 2011. godini sa Sepahanom osvaja iransko prvenstvo a sezonu 2011./12. provodi na posudbi u Traktor-Saziju. Ondje se pridružio bivšem treneru Amiru Ghalenoeiju koji ga je nekad vodio u Sepahanu. Klub je završio sezonu kao drugi na tablici što je ujedno i najbolji rezultat Traktora u klupskoj povijesti. Nakon što mu je ugovor istekao u siječnju 2012. godine, Hajsafi se vraća u Sepahan.
Povratkom u Sepahan, igrač se pridružuje Zlatku Kranjčaru pod čijim vodstvom momčad osvaja Hazfi kup.
Tijekom kolovoza 2014. godine interes za dovođenjem Hajsafija pokazali su premijerligaši Fulham i Hull City te Cardiff. Budući da transfer nije obavljen, Hajsafi se vraća u Iran te sa Sepahanom produžuje ugovor na još dvije godine.
Dana 30. kolovoza 2015. godine Ehsan ostvaruje svoj prvi inozemni angažman potpisavši dvogodišnju suradnju s njemačkim drugoligašem FSV Frankfurtom.  Debi za novi klub ostvario je već 13. rujna u susretu protiv Eintracht Braunschweiga.  Nakon što je momčad ispala u treću ligu, Hajsafi je s klubom razvrgnuo ugovor te se kao slobodni igrač ponovo vraća u Sepahan za koji igra i danas.

### Reprezentativna karijera
Ehsan Hajsafi je igrao za sve iranske mlade reprezentacije dok je za seniore debitirao 25. svibnja 2008. godine u prijateljskom susretu protiv Zambije. S Iranom je nastupao na Azijskom kupu 2011. i 2015. godine dok je na Svjetskom prvenstvu 2014. u Brazilu igrao u sve tri utakmice skupine protiv Nigerije, Argentine  te Bosne i Hercegovine.

#### Pogodci za reprezentaciju
| #  | Datum              | Mjesto                       | Protivnik         | Pogodak | Rezultat | Natjecanje                          |
| -- | ------------------ | ---------------------------- | ----------------- | ------- | -------- | ----------------------------------- |
| 1. | 11. kolovoza 2008. | Teheran, Iran                | Katar             | 4 : 1   | 6 : 1    | Zapadnoazijsko prvenstvo 2008.      |
| 2. | 28. prosinca 2009. | Doha, Katar                  | Katar             | 2 : 2   | 2 : 3    | Katarski turnir prijateljstva 2009. |
| 3. | 8. lipnja 2014.    | São Paulo, Brazil            | Trinidad i Tobago | 1 : 0   | 2 : 0    | Prijateljska utakmica               |
| 4. | 11. siječnja 2015. | Melbourne, Australija        | Bahrein           | 1 : 0   | 2 : 0    | Azijski kup 2015.                   |
| 5. | 24. ožujka 2016.   | Stadion Azadi, Teheran, Iran | Indija            | 1 : 0   | 4 : 0    | Kvalifikacije za SP u Rusiji 18'    |
| 6. | 24. ožujka 2016.   | Stadion Azadi, Teheran, Iran | Indija            | 3 : 0   | 4 : 0    | Kvalifikacije za SP u Rusiji 18'    |

## Osvojeni trofeji

### Klupski trofeji
| Klub    | Trofej           | Sezona / godina |
| Iran    | Iran             | Iran            |
| ------- | ---------------- | --------------- |
| Sepahan | Hazfi kup        | 2006.           |
| Sepahan | Hazfi kup        | 2007.           |
| Sepahan | Iranska Pro Liga | 2009./10.       |
| Sepahan | Iranska Pro Liga | 2010./11.       |
| Sepahan | Hazfi kup        | 2013.           |
| Sepahan | Iranska Pro Liga | 2014./15.       |

### Reprezentativni trofeji
| Turnir                         | Trofej | Godina |
| ------------------------------ | ------ | ------ |
| Zapadnoazijsko prvenstvo 2008. | Zlato  | 2008.  |

### Individualni trofeji
| Trofej                                 | Godina |
| -------------------------------------- | ------ |
| Najbolji iranski mladi igrač           | 2008.  |
| Najveća azijska mlada nada po Goal.com | 2009.  |

## Vanjske poveznice
- Profil na Transfermarktu
- Profil na Soccerwayu